# Phlyax simmondsi
Phlyax simmondsi är en tvåvingeart som beskrevs av Mario Bezzi 1928. Phlyax simmondsi ingår i släktet Phlyax och familjen bredmunsflugor.
Artens utbredningsområde är Fiji. Inga underarter finns listade i Catalogue of Life.